# 奥尔德尼议会
奥尔德尼议会（英語：States of Alderney）是英国王室屬地根西行政区下辖的司法管辖区奥尔德尼的立法机关。议会实行一院制。议会有10名议员，由直接选举产生。每2年改选5名议员。现任议会主席是William Tate。